# Alfred Hegar
Ernst Ludwig Alfred Hegar (ur. 6 stycznia 1830 w Darmstadt, zm. 6 sierpnia 1914 w Oberried koło Fryburga) – niemiecki chirurg ginekolog. 
Lata studenckie spędził na uniwersytetach w Gießen, Heidelbergu, Berlinie i Wiedniu. Po uzyskaniu doktoratu w 1852 pracował przez krótki czas jako lekarz wojskowy. Był profesorem na uniwersytecie we Fryburgu Bryzgowijskim w latach 1864-1904. Jako pierwszy zastosował wysokie wlewy doodbytnicze przy użyciu drenów; wynalazł także m.in. maciczne imadło i rozszerzadło. Jest autorem monografii o Ignazu Semmelweisie.